# 俄罗斯市政土地区划代码
俄罗斯市政土地区划代码 （俄语：Общероссийский классификатор территорий муниципальных образований） 或者OKTMO (俄语：ОКТМО)是俄罗斯的几个国家登记代码之一。俄罗斯市政土地区划代码的目的是组织有关俄罗斯市政部门结构的信息。
该系统为俄罗斯的每个市政部门分配数字代码。
俄罗斯市政土地区划代码用于统计和税务目的。它于2005年12月14日采用，并于2014年1月1日生效，取代俄罗斯行政区划代码（OKATO）。